# Šen-čou 11
Šen-čou š’-i chao (čínsky pchin-jinem Shénzhōu shíyī hào, znaky 神舟十一号; doslova: „Božská loď číslo jedenáct“) byl čínský pilotovaný vesmírný let v rámci programu Šen-čou. Šlo o šestý čínský pilotovaný vesmírný let a zároveň jediný let, při kterém se kosmická loď typu Šen-čou spojila s čínskou vesmírnou stanicí Tchien-kung 2. Start kosmické lodi s dvoučlennou posádkou se uskutečnil dne 16. října 2016 z kosmodromu Ťiou-čchüan. Přistání se uskutečnilo o 33 dní později, 18. listopadu 2016.

## Posádka
- Ťing Chaj-pcheng (3), velitel, CNSA
- Čchen Tung (1), operátor, CNSA

(V závorkách je uvedený celkový počet letů do vesmíru včetně této mise.)

## Průběh letu
Let Šen-čou 11 vystartoval dne 16. října 2016 o 23:30:31,409 světového času (UTC) z kosmodromu Ťiou-čchüan pomocí nosné rakety Dlouhý pochod 2F. Na palubě kosmické lodi se nacházela poprvé od letu Šen-čou 6 pouze dvoučlenná posádka, kterou tvoří veterán dvou kosmických letů, velitel Ťing Chaj-pcheng, a nováček z výběru čínských kosmonautů v roce 2010, operátor Čchen Tung.
Hlavním cílem mise je spojení s druhou čínskou vesmírnou stanicí, Tchien-kung 2, nabytí zkušeností z následného 30denního pobytu na stanici a vyzkoušení systémů podpory života stanice.
Dva dny po startu a pěti korekcích oběžné dráhy se kosmická loď Šen-čou 11 přiblížila k vesmírné stanici Tchien-kung 2 na vzdálenost 52 kilometrů. Šen-čou 11 se se stanicí Tchien-kung 2 úspěšně spojil dne 18. října 2016 v 19:24 UTC v momentě, kdy loď spolu se stanicí letěly ve výšce 393 km. Oba kosmonauti pak přešli na stanici a začali s plánovanými pracemi.
Loď Šen-čou 11 s posádkou se od stanice Tchie-kung 2 odpojila po více než 30 dnech společného letu 17. listopadu 2016 v 04:41 UTC a o den později, 18. listopadu 2016 v 06:00 UTC, tedy po necelých 33 dnech letu, návratová kabina s oběma kosmonauty úspěšně přistála v Siziwang Banner v čínské provincii Vnitřní Mongolsko.